# Élections municipales kosovares de 2021
Des élections municipales kosovares de 2021 ont lieu les 17 octobre et 14 novembre 2021 afin de renouveler les maires et conseils municipaux du Kosovo.

## Contexte
Les élections législatives kosovares de 2021 sont organisées le 14 février 2021 plus de trois ans par rapport à la date initialement prévue, à la suite de l'invalidation en décembre 2020 du vote d'investiture du gouvernement du Premier ministre Avdullah Hoti par la Cour constitutionnelle. 
Le parti d'opposition Autodétermination, jugé grand favori du scrutin malgré l'interdiction de se porter candidat imposée à son dirigeant Albin Kurti, arrive en tête avec un peu plus de la moitié des suffrages. Kurti forme un gouvernement de coalition avec plusieurs partis représentant les minorités nationales, et reçoit le vote de confiance de l'assemblée le 22 mars.

## Système électoral
Les membres des assemblées des municipalités du Kosovo sont élus au scrutin proportionnel plurinominal, avec des sièges réservés pour les minorités nationales
Les élections des maires se font quant à elles au scrutin uninominal majoritaire à deux tours. Dans le cas où aucun candidat ne parvient à obtenir la majorité absolue des suffrages au premier, un second tour est organisé entre les deux candidats arrivés en tête, et celui recueillant le plus de suffrages l'emporte. 

## Maires sortants et élus
| Municipalité    | Maire sortant      | Parti | Maire élu            | Parti | Sièges  |
| --------------- | ------------------ | ----- | -------------------- | ----- | ------- |
| Deçan           | Bashkim Ramosaj    | AAK   | Bashkim Ramosaj      | AAK   | 16 / 27 |
| Dragash         | Shaban Shabani     | PDK   | Bexhet Xheladini     | LDK   | 8 / 27  |
| Ferizaj         | Agim Aliu          | PDK   | Agim Aliu            | PDK   | 17 / 41 |
| Gjakova         | Ardian Gjini       | AAK   | Ardian Gjini         | AAK   | 11 / 35 |
| Gjilan          | Lutfi Haziri       | LDK   | Alban Hyseni         | VV    | 10 / 35 |
| Drenas          | Ramiz Lladrovci    | PDK   | Ramiz Lladrovci      | PDK   | 14 / 31 |
| Gračanica       | Srđan Popović      | SL    | Ljiljana Šubarić     | SL    | 18 / 19 |
| Hani i Elezit   | Rufki Suma         | SE    | Mehmet Ballazhi      | PDK   | 6 / 15  |
| Istog           | Haki Rugova        | LDK   | Ilir Ferati          | LDK   | 11 / 27 |
| Junik           | Agron Kuçi         | AAK   | Ruzhdi Shehu         | LDK   | 6 / 15  |
| Kaçanik         | Besim Ilazi        | PDK   | Besim Ilazi          | PDK   | 12 / 27 |
| Kamenicë        | Qëndron Kastrati   | PSD   | Kadri Rahimaj        | VV    | 7 / 27  |
| Klina           | Zenun Elezi        | AAK   | Zenun Elezi          | AAK   | 11 / 27 |
| Klokot          | Božidar Dejanović  | SE    | Vladan Bogdanović    | SL    | 5 / 15  |
| Fushë Kosova    | Burim Berisha      | LDK   | Burim Berisha        | LDK   | 10 / 27 |
| Leposavić       | Zoran Todić        | SL    | Zoran Todić          | SL    | 19 / 19 |
| Lipjan          | Imri Ahmeti        | LDK   | Imri Ahmeti          | LDK   | 16 / 31 |
| Malishevë       | Ragip Begaj        | NISMA | Ekrem Kastrati       | NISMA | 10 / 31 |
| Mamuša          | Abdülhadi Krasniç  | KDTP  | Abdülhadi Krasniç    | KDTP  | 8 / 15  |
| Mitrovica       | Agim Bahtiri       | VV    | Bedri Hamza          | PDK   | 14 / 35 |
| North Mitrovica | Milan Radojević    | SL    | Milan Radojević      | SL    | 17 / 19 |
| Novobërda       | Svetislav Ivanović | SL    | Saša Milošević       | SL    | 10 / 15 |
| Obiliq          | Xhafer Gashi       | SE    | Xhafer Gashi         | SE    | 9 / 21  |
| Rahovec         | Smajl Latifi       | AAK   | Smajl Latifi         | AAK   | 12 / 31 |
| Parteš          | Dragan Petković    | SL    | Dragan Petković      | SL    | 13 / 15 |
| Pejë            | Gazmend Muhaxheri  | LDK   | Gazmend Muhaxheri    | LDK   | 15 / 35 |
| Prishtina       | Shpend Ahmeti      | SE    | Përparim Rama        | LDK   | 14 / 51 |
| Prizren         | Mytaher Haskuka    | VV    | Shaqir Totaj         | PDK   | 11 / 41 |
| Podujevë        | Shpejtim Bulliqi   | VV    | Shpejtim Bulliqi     | VV    | 13 / 35 |
| Ranilug         | Vladica Aritonović | SL    | Katarina Ristić–Ilić | SL    | 15 / 15 |
| Skenderaj       | Bekim Jashari      | SE    | Fadil Nura           | PDK   | 17 / 31 |
| Štrpce          | Bratislav Nikolić  | SL    | Dalibor Jevtić       | SL    | 10 / 15 |
| Shtime          | Naim Ismajli       | PDK   | Qemajl Aliu          | VV    | 8 / 21  |
| Suharekë        | Bali Muharremi     | AAK   | Bali Muharremi       | AAK   | 12 / 31 |
| Vitia           | Sokol Haliti       | LDK   | Sokol Haliti         | LDK   | 11 / 27 |
| Vushtrria       | Xhafer Tahiri      | LDK   | Ferit Idrizi         | PDK   | 11 / 35 |
| Zubin Potok     | Stevan Vulović     | SL    | Srdjan Vulović       | SL    | 15 / 19 |
| Zvečan          | Vučina Janković    | SL    | Dragiša Milović      | SL    | 18 / 19 |

## Résultats dans les principales villes

### Pristina

#### Maire
| Candidats                | Candidats      | Partis | Premier tour | Premier tour | Second tour | Second tour |
| Candidats                | Candidats      | Partis | Voix         | %            | Voix        | %           |
| ------------------------ | -------------- | ------ | ------------ | ------------ | ----------- | ----------- |
|                          | Arben Vitia    | VV     |              |              |             |             |
|                          | Përparim Rama  | LDK    |              |              |             |             |
|                          | Uran Ismaili   | PDK    |              |              |             |             |
|                          | Daut Haradinaj | AAK    |              |              |             |             |
|                          | Gëzim Mehmeti  | AKR    |              |              |             |             |
|                          | Avni Çakmaku   | Fjala  |              |              |             |             |
|                          | Florim Isufi   |        |              |              |             |             |
|                          |                |        |              |              |             |             |
| Votes valides            |                |        |              |              |             |             |
| Votes blancs et nuls     |                |        |              |              |             |             |
| Total                    | Total          | Total  |              | 100          |             | 100         |
| Abstention               |                |        |              |              |             |             |
| Inscrits / participation |                |        |              |              |             |             |

#### Assemblée
| Parti                    | Parti                              | Voix | %   | Sièges | +/- |  |
| ------------------------ | ---------------------------------- | ---- | --- | ------ | --- |  |
|                          | Autodétermination (VV)             |      |     |        |     |  |
|                          | Ligue démocratique du Kosovo (LDK) |      |     |        |     |  |
|                          | Parti démocratique du Kosovo (PDK) |      |     |        |     |  |
|                          | Autres partis                      |      |     |        |     |  |
|                          |                                    |      |     |        |     |  |
| Votes valides            |                                    |      |     |        |     |  |
| Votes blancs et nuls     |                                    |      |     |        |     |  |
| Total                    | Total                              |      | 100 |        |     |  |
| Abstentions              |                                    |      |     |        |     |  |
| Inscrits / participation |                                    |      |     |        |     |  |

### Prizren

#### Maire
| Candidats                | Candidats       | Partis | Premier tour | Premier tour | Second tour | Second tour |
| Candidats                | Candidats       | Partis | Voix         | %            | Voix        | %           |
| ------------------------ | --------------- | ------ | ------------ | ------------ | ----------- | ----------- |
|                          | Mytaher Haskuka | VV     |              |              |             |             |
|                          | Shaqir Totaj    | PDK    |              |              |             |             |
|                          | Anton Quni      | LDK    |              |              |             |             |
|                          | Lulzim Kabashi  | AAK    |              |              |             |             |
|                          | Zafir Berisha   | NISMA  |              |              |             |             |
|                          | Afrim Tejeci    | AKR    |              |              |             |             |
|                          | Ćemailj Smailji | NDS    |              |              |             |             |
|                          | Milazim Lushaj  | SE     |              |              |             |             |
|                          |                 |        |              |              |             |             |
| Votes valides            |                 |        |              |              |             |             |
| Votes blancs et nuls     |                 |        |              |              |             |             |
| Total                    | Total           | Total  |              | 100          |             | 100         |
| Abstention               |                 |        |              |              |             |             |
| Inscrits / participation |                 |        |              |              |             |             |

#### Assemblée
| Parti                    | Parti                              | Voix | %   | Sièges | +/- |  |
| ------------------------ | ---------------------------------- | ---- | --- | ------ | --- |  |
|                          | Autodétermination (VV)             |      |     |        |     |  |
|                          | Ligue démocratique du Kosovo (LDK) |      |     |        |     |  |
|                          | Parti démocratique du Kosovo (PDK) |      |     |        |     |  |
|                          | Autres partis                      |      |     |        |     |  |
|                          |                                    |      |     |        |     |  |
| Votes valides            |                                    |      |     |        |     |  |
| Votes blancs et nuls     |                                    |      |     |        |     |  |
| Total                    | Total                              |      | 100 |        |     |  |
| Abstentions              |                                    |      |     |        |     |  |
| Inscrits / participation |                                    |      |     |        |     |  |

### Gjakovë

#### Maire
| Candidats                | Candidats          | Partis | Premier tour | Premier tour | Second tour | Second tour |
| Candidats                | Candidats          | Partis | Voix         | %            | Voix        | %           |
| ------------------------ | ------------------ | ------ | ------------ | ------------ | ----------- | ----------- |
|                          | Mimoza Kusari Lila | VV     |              |              |             |             |
|                          | Arbënesha Kuqi     | PDK    |              |              |             |             |
|                          | Teki Shala         | LDK    |              |              |             |             |
|                          | Ardian Gjini       | AAK    |              |              |             |             |
|                          | Fazli Hoxha        | NISMA  |              |              |             |             |
|                          | Ferdinand Kolaj    | PSHDK  |              |              |             |             |
|                          |                    |        |              |              |             |             |
| Votes valides            |                    |        |              |              |             |             |
| Votes blancs et nuls     |                    |        |              |              |             |             |
| Total                    | Total              | Total  |              | 100          |             | 100         |
| Abstention               |                    |        |              |              |             |             |
| Inscrits / participation |                    |        |              |              |             |             |

#### Assemblée
| Parti                    | Parti                              | Voix | %   | Sièges | +/- |  |
| ------------------------ | ---------------------------------- | ---- | --- | ------ | --- |  |
|                          | Autodétermination (VV)             |      |     |        |     |  |
|                          | Ligue démocratique du Kosovo (LDK) |      |     |        |     |  |
|                          | Parti démocratique du Kosovo (PDK) |      |     |        |     |  |
|                          | Autres partis                      |      |     |        |     |  |
|                          |                                    |      |     |        |     |  |
| Votes valides            |                                    |      |     |        |     |  |
| Votes blancs et nuls     |                                    |      |     |        |     |  |
| Total                    | Total                              |      | 100 |        |     |  |
| Abstentions              |                                    |      |     |        |     |  |
| Inscrits / participation |                                    |      |     |        |     |  |